# 엔슈나다

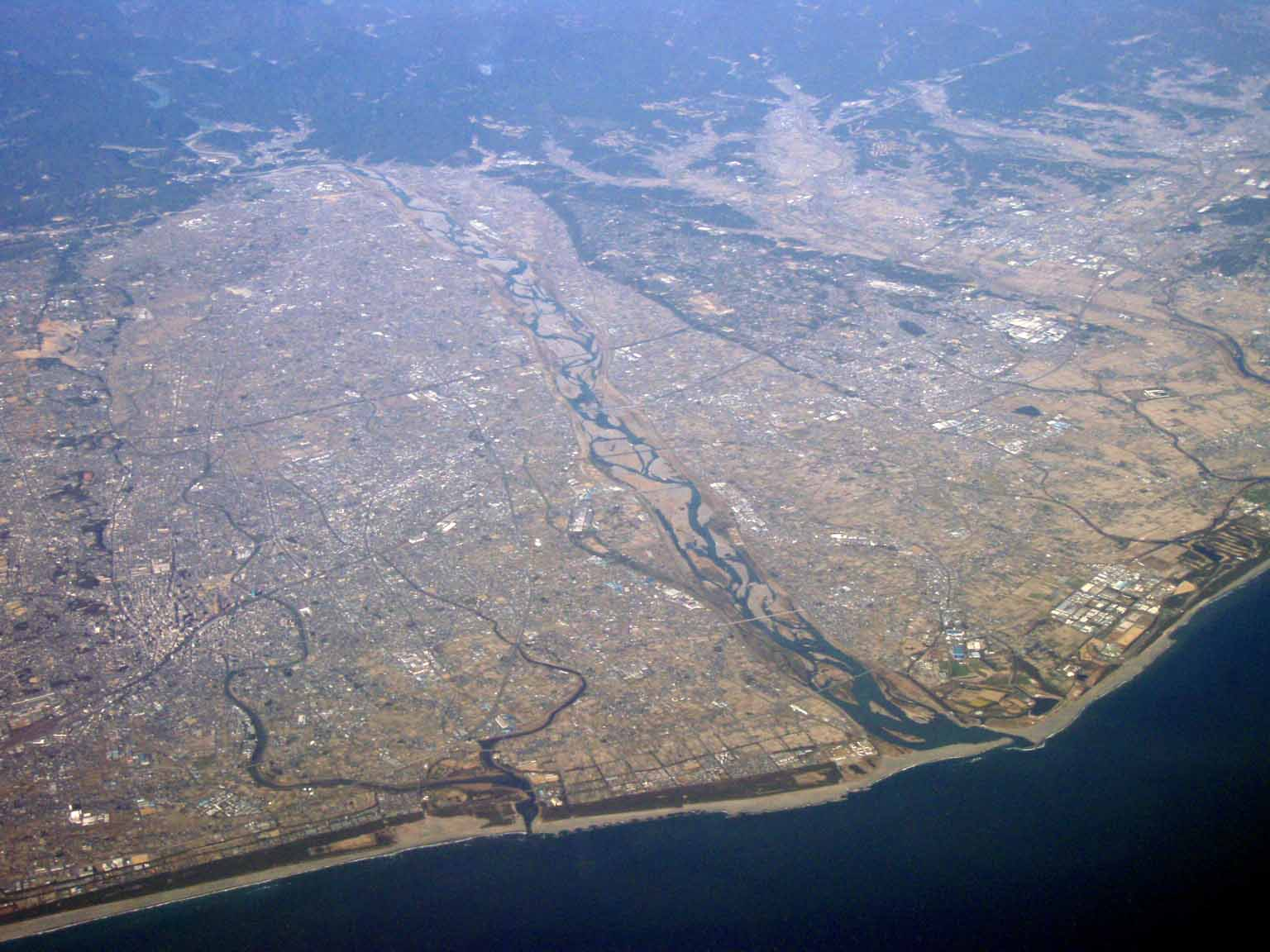
엔슈나다에서 바라본 덴류강

엔슈나다(일본어: 遠州灘 えんしゅうなだ[*])는 서북태평양 필리핀해에 있는 해역이다. 일본 국토지리원에서는 좁은 의미에서 엔슈나다 해역의 경계를 일본 시즈오카현 오마에곶에서 아이치현 이라고곶(이라고미사키) 사이 약 110km 정도 길이의 해역을, 넓은 의미에서는 시즈오카현 이로자키곶에서 미에현 다이오자키곶 사이 180km 길이 정도의 해역을 의미한다. 도토미나다(일본어: 遠江灘 とおとうみなだ[*])나 덴류나다(일본어: 天竜灘 てんりゅうなだ[*])라고 부른다.